# Felsenbräu Thalmannsfeld
La Felsenbräu Thalmannsfeld est une brasserie à Thalmannsfeld, quartier de la commune de Bergen, dans le Land de Bade-Wurtemberg (Allemagne).

## Histoire
L'entreprise est fondée en 1928, mais les racines de la brasserie remontent au début du XIXe siècle. Dans la société mère avec le nom de maison "Salzner", on recense Johannes Daniel Gloßner, né en 1783, aubergiste et brasseur. En 1851, son fils Daniel reprend la brasserie et en 1866 sa veuve épouse Georg Salzner de Hilpoltstein. Leur fils continue à diriger la brasserie et dirige aussi le bureau de poste avec des écuries. En 1928, son fils Georg Michael Salzner fonde la brasserie qui a pour nom "Zum Felsen" avec Wilhelm Gloßner. La même année, la brasserie est déplacée à son emplacement actuel à la périphérie nord. En 1938, Wilhelm Glossner épouse la fille de Georg Michael Salzner. Les bâtiments de l'entreprise sont rénovés et agrandis à partir de 1954. Werner Gloßner et son fils Walter dirigent actuellement la Felsenbrauerei.
Une particularité de la brasserie est qu'en hiver elle produit traditionnellement de la glace naturelle sur une glacière au-dessus de ses caves rocheuses afin de soulager le refroidissement en été. En 2007, les bières Felsenbräu sont les premières à porter le nom officiel de "bière solaire", car la production est entièrement réalisée avec des sources d'énergie renouvelable. La certification est réexaminée tous les 2 ans par l'Université technique de Munich.
La brasserie est membre de Brauring, une société coopérative de brasseries privées d'Allemagne, d'Autriche et de Suisse.

## Production
La brasserie propose douze types différents de bière et plusieurs boissons non alcoolisées.
Bières:
- Felsentrunk – Helles
- Edelpils – Edel-Pils
- Bayerisches Hefeweizen – Weizenbier, fermentation haute, naturellement trouble
- Kutscherhalbe – blé ambré, de haute fermentation
- Leicht - Bière blonde à teneur réduite en calories
- Leichtes Weizen - bière de blé hypocalorique, de fermentation haute, naturellement trouble
- Radler
- Felsator Doppelbock – Bière forte
- Privat Export – Export
- Bayerisches Märzen – Märzen
- Unser Schwarzes – Schwarzbier, naturellement trouble
- Rocher 33 – Edel-Pils
- Naturradler 0,33 l